# あなたをオトコにしてあげる!
『あなたをオトコにしてあげる!』は、2016年4月28日にチュアブルソフトより発売されたアダルトゲーム。

## 登場人物
双葉 射月（ふたば いつき）
声 - 綾瀬あかり
鮎川 こがね（あゆかわ こがね）
声 - 鹿瀬紫卯
遠水 紅雪（とおみ べにゆき）
声 - 鈴谷まや
秋海棠 璃火（しゅうかいどう りか）
声 - 橘まお
空木橙士郎